# Ingenuus
Ingenuus († 260) war in der Mitte des 3. Jahrhunderts wahrscheinlich römischer Statthalter in der Provinz Unterpannonien und Usurpator gegen Kaiser Gallienus.
Ursprünglich war Ingenuus mit der militärischen Erziehung von Valerianus Caesar beauftragt, dem Sohn des Mitkaisers Gallienus. Nach dem plötzlichen Tod des Jungen (258) geriet er in eine zunehmend kritische Lage. Nachdem Ingenuus 260 von der Gefangennahme des Kaisers Valerian im Sassanidenreich gehört hatte, ließ er sich in Sirmium zum römischen Kaiser ausrufen. Schon bald hatte er auch die Provinz Mösien hinter sich.
Gallienus handelte sofort, ließ seinen jüngeren Sohn Saloninus in Colonia Claudia Ara Agrippinensium (Köln) zurück und machte sich mit Truppen der Rheinarmee, Obergermaniens und Raetiens zügig nach Pannonien auf. Doch noch vor seinem Eintreffen hatte der aus Oberitalien heranmarschierte Dakier Aureolus, ein Befehlshaber der Kavallerie, Ingenuus im Spätsommer oder Frühherbst 260 bereits am Unterlauf der Drau bei Mursa besiegt. An diesen Kämpfen war auch der spätere Kaiser Claudius Gothicus beteiligt. Die Armee des Usurpators wurde vernichtend geschlagen, Ingenuus selbst wurde nach der Niederlage von seiner Leibgarde erschlagen.
Das Strafgericht, das Gallienus im Anschluss an diesen Sieg angeblich über die Angehörigen der aufständischen Truppen eröffnete, soll die Meuterer zu Regalianus gezogen haben, der anschließend selber in Carnuntum zum Gegenkaiser ernannt wurde. und Münzen für sich und seine Frau Dryantilla prägen ließ. Münzen mit dem Namen des Ingenuus sind nicht bekannt.